# Karim Rekik
Karim Rekik (arabsky كريم رقيق‎; * 2. prosince 1994 Haag) je nizozemský profesionální fotbalista s tuniskými kořeny, který hraje na pozici středního obránce za klub Al Jazira ze Spojených arabských emirátů. Mezi lety 2014 a 2017 odehrál také 4 utkání v dresu nizozemské reprezentace.
Otec je z Tuniska, matka Nizozemka.

## Reprezentační kariéra

### Mládežnické reprezentace
Karim Rekik prošel nizozemskými mládežnickými reprezentacemi U16, U17, U19 a U21.
S týmem do 17 let vyhrál v roce 2011 Mistrovství Evropy U17 konané v Srbsku, kde Nizozemsko porazilo ve finále Německo 5:2. Ve stejném roce hrál i na Mistrovství světa hráčů do 17 let v Mexiku, kde mladí Nizozemci vyhořeli a obsadili s jedním bodem poslední čtvrté místo v základní skupině A. Na turnaji byl kapitánem týmu.

### A-mužstvo
V A-týmu Nizozemska (tzv. Oranje) debutoval pod trenérem Louisem van Gaalem 5. 3. 2014 na Stade de France proti domácí Francii (porážka 0:2).